# Prologue du Tour de France 1998
Pour un article plus général, voir Tour de France 1998.
Le prologue du Tour de France 1998 a eu lieu le 11 juillet 1998 dans la ville de Dublin avec 5,6 km de course en contre-la-montre individuel.

## Récit
Ce samedi 11 juillet, une pluie fine s'abattit sur le sol irlandais. Certains suiveurs craignent un scénario identique au prologue de Saint-Brieuc de 1995, où le spécialiste britannique Christopher Boardman, alors favori, chuta au bout de 3 kilomètres, et dû abandonner. Cette fois-ci, il s'impose à plus de 54 km/h de moyenne (54,193 km/h pour être exact), soit, à l'époque, la deuxième meilleure performance dans un prologue après celui de 1994, à Lille, qu'il remporta également. C'est sa troisième victoire dans un prologue du Tour de France après 1994 et 1997. Le fait qu'il devance Abraham Olano de 4s et Laurent Jalabert de 5s paraît logique, mais l'anglais se dit "surpris". Ses raisons restent personnelles : "D'habitude, je ne dédie pas mes victoires à quelqu'un, mais là, je le fais pour ma femme, sans qui je ne serais pas ici".
Sixième à six secondes de Boardman, Jan Ullrich s'est immédiatement rassuré de ses possibilités, vu son début de saison calamiteux en raison d'une mauvaise préparation hivernale. En revanche, Marco Pantani, le vainqueur sortant du Giro, finit 181e à 48 secondes du vainqueur, soit près de 9 secondes par kilomètres, ne se considérant pas concerné par cet exercice. Quant à Richard Virenque, il signe une excellente prestation terminant à la quatorzième place à seulement douze secondes de l'anglais, juste derrière Stéphane Heulot, l'autre coureur français très attendu sur ce Tour de France. 

## Classement de l'étape
| \| Classement de l'étape \| Classement de l'étape \| Classement de l'étape \| Classement de l'étape \| Classement de l'étape \| \| Coureur \| Coureur \| Pays \| Équipe \| Temps \| \| --------------------- \| --------------------- \| --------------------- \| ------------------------------- \| --------------------- \| \| 1er \| Chris Boardman \| Royaume-Uni \| Gan \| 6 min 12 s \| \| 2e \| Abraham Olano \| Espagne \| Banesto \| + 4 s \| \| 3e \| Laurent Jalabert \| France \| ONCE \| + 5 s \| \| 4e \| Bobby Julich \| États-Unis \| Cofidis-Le Crédit par Téléphone \| + 5 s \| \| 5e \| Christophe Moreau \| France \| Festina-Lotus \| + 5 s \| \| 6e \| Jan Ullrich \| Allemagne \| Deutsche Telekom \| + 5 s \| \| 7e \| Alex Zülle \| Suisse \| Festina-Lotus \| + 7 s \| \| 8e \| Laurent Dufaux \| Suisse \| Festina-Lotus \| + 9 s \| \| 9e \| Andreï Tchmil \| Belgique \| Lotto-Mobistar \| + 10 s \| \| 10e \| Viatcheslav Ekimov \| Russie \| US Postal Service \| + 11 s \| |                    |             |                                 |            |
| |                    |             |                                 |            |
| |                    |             |                                 |            |
| Classement de l'étape |                    |             |                                 |            |
| Coureur | Coureur            | Pays        | Équipe                          | Temps      |
| 1er | Chris Boardman     | Royaume-Uni | Gan                             | 6 min 12 s |
| 2e | Abraham Olano      | Espagne     | Banesto                         | + 4 s      |
| 3e | Laurent Jalabert   | France      | ONCE                            | + 5 s      |
| 4e | Bobby Julich       | États-Unis  | Cofidis-Le Crédit par Téléphone | + 5 s      |
| 5e | Christophe Moreau  | France      | Festina-Lotus                   | + 5 s      |
| 6e | Jan Ullrich        | Allemagne   | Deutsche Telekom                | + 5 s      |
| 7e | Alex Zülle         | Suisse      | Festina-Lotus                   | + 7 s      |
| 8e | Laurent Dufaux     | Suisse      | Festina-Lotus                   | + 9 s      |
| 9e | Andreï Tchmil      | Belgique    | Lotto-Mobistar                  | + 10 s     |
| 10e | Viatcheslav Ekimov | Russie      | US Postal Service               | + 11 s     |

## Classement général
Le classement général de l'épreuve reprend donc le classement de l'étape du jour, Chris Boardman (Gan) devançant Abraham Olano (Banesto) et Laurent Jalabert (ONCE).
| \| Classement général \| Classement général \| Classement général \| Classement général \| Classement général \| \| Coureur \| Coureur \| Pays \| Équipe \| Temps \| \| ------------------ \| ------------------ \| ------------------ \| ------------------------------- \| ------------------ \| \| 1er \| Chris Boardman \| Royaume-Uni \| Gan \| 6 min 12 s \| \| 2e \| Abraham Olano \| Espagne \| Banesto \| + 4 s \| \| 3e \| Laurent Jalabert \| France \| ONCE \| + 5 s \| \| 4e \| Bobby Julich \| États-Unis \| Cofidis-Le Crédit par Téléphone \| + 5 s \| \| 5e \| Christophe Moreau \| France \| Festina-Lotus \| + 5 s \| \| 6e \| Jan Ullrich \| Allemagne \| Deutsche Telekom \| + 5 s \| \| 7e \| Alex Zülle \| Suisse \| Festina-Lotus \| + 7 s \| \| 8e \| Laurent Dufaux \| Suisse \| Festina-Lotus \| + 9 s \| \| 9e \| Andreï Tchmil \| Belgique \| Lotto-Mobistar \| + 10 s \| \| 10e \| Viatcheslav Ekimov \| Russie \| US Postal Service \| + 11 s \| |                    |             |                                 |            |
| |                    |             |                                 |            |
| |                    |             |                                 |            |
| Classement général |                    |             |                                 |            |
| Coureur | Coureur            | Pays        | Équipe                          | Temps      |
| 1er | Chris Boardman     | Royaume-Uni | Gan                             | 6 min 12 s |
| 2e | Abraham Olano      | Espagne     | Banesto                         | + 4 s      |
| 3e | Laurent Jalabert   | France      | ONCE                            | + 5 s      |
| 4e | Bobby Julich       | États-Unis  | Cofidis-Le Crédit par Téléphone | + 5 s      |
| 5e | Christophe Moreau  | France      | Festina-Lotus                   | + 5 s      |
| 6e | Jan Ullrich        | Allemagne   | Deutsche Telekom                | + 5 s      |
| 7e | Alex Zülle         | Suisse      | Festina-Lotus                   | + 7 s      |
| 8e | Laurent Dufaux     | Suisse      | Festina-Lotus                   | + 9 s      |
| 9e | Andreï Tchmil      | Belgique    | Lotto-Mobistar                  | + 10 s     |
| 10e | Viatcheslav Ekimov | Russie      | US Postal Service               | + 11 s     |

## Classements annexes
| Classement par points | Classement par points | Classement par points | Classement par points           | Classement par points |
| Coureur               | Coureur               | Pays                  | Équipe                          | Points                |
| --------------------- | --------------------- | --------------------- | ------------------------------- | --------------------- |
| 1er                   | Chris Boardman        | Royaume-Uni           | Gan                             | 15 pts                |
| 2e                    | Abraham Olano         | Espagne               | Banesto                         | 12 pts                |
| 3e                    | Laurent Jalabert      | France                | ONCE                            | 10 pts                |
| 4e                    | Bobby Julich          | États-Unis            | Cofidis-Le Crédit par Téléphone | 8 pts                 |
| 5e                    | Christophe Moreau     | France                | Festina-Lotus                   | 6 pts                 |

| Classement par points | Classement par points | Classement par points | Classement par points           | Classement par points |
| Coureur               | Coureur               | Pays                  | Équipe                          | Points                |
| --------------------- | --------------------- | --------------------- | ------------------------------- | --------------------- |
| 1er                   | Chris Boardman        | Royaume-Uni           | Gan                             | 15 pts                |
| 2e                    | Abraham Olano         | Espagne               | Banesto                         | 12 pts                |
| 3e                    | Laurent Jalabert      | France                | ONCE                            | 10 pts                |
| 4e                    | Bobby Julich          | États-Unis            | Cofidis-Le Crédit par Téléphone | 8 pts                 |
| 5e                    | Christophe Moreau     | France                | Festina-Lotus                   | 6 pts                 |

| Classement du meilleur jeune | Classement du meilleur jeune | Classement du meilleur jeune | Classement du meilleur jeune    | Classement du meilleur jeune |
| Coureur                      | Coureur                      | Pays                         | Équipe                          | Temps                        |
| ---------------------------- | ---------------------------- | ---------------------------- | ------------------------------- | ---------------------------- |
| 1er                          | Jan Ullrich                  | Allemagne                    | Deutsche Telekom                | 6 min 17 s                   |
| 2e                           | Nicolas Jalabert             | France                       | Cofidis-Le Crédit par Téléphone | + 7 s                        |
| 3e                           | Giuseppe Di Grande           | Italie                       | Mapei-Bricobi                   | + 8 s                        |
| 4e                           | Rik Verbrugghe               | Belgique                     | Lotto-Mobistar                  | + 8 s                        |
| 5e                           | Stuart O'Grady               | Australie                    | Gan                             | + 10 s                       |

| Classement du meilleur jeune | Classement du meilleur jeune | Classement du meilleur jeune | Classement du meilleur jeune    | Classement du meilleur jeune |
| Coureur                      | Coureur                      | Pays                         | Équipe                          | Temps                        |
| ---------------------------- | ---------------------------- | ---------------------------- | ------------------------------- | ---------------------------- |
| 1er                          | Jan Ullrich                  | Allemagne                    | Deutsche Telekom                | 6 min 17 s                   |
| 2e                           | Nicolas Jalabert             | France                       | Cofidis-Le Crédit par Téléphone | + 7 s                        |
| 3e                           | Giuseppe Di Grande           | Italie                       | Mapei-Bricobi                   | + 8 s                        |
| 4e                           | Rik Verbrugghe               | Belgique                     | Lotto-Mobistar                  | + 8 s                        |
| 5e                           | Stuart O'Grady               | Australie                    | Gan                             | + 10 s                       |

| Classement par équipes | Classement par équipes          | Classement par équipes | Classement par équipes |
| Équipe                 | Équipe                          | Pays                   | Temps                  |
| ---------------------- | ------------------------------- | ---------------------- | ---------------------- |
| 1re                    | Festina-Lotus                   | France                 | 18 min 57 s            |
| 2e                     | Gan                             | France                 | + 7 s                  |
| 3e                     | Cofidis-Le Crédit par Téléphone | France                 | + 16 s                 |
| 4e                     | US Postal Service               | États-Unis             | + 17 s                 |
| 5e                     | Deutsche Telekom                | Allemagne              | + 18 s                 |

| Classement par équipes | Classement par équipes          | Classement par équipes | Classement par équipes |
| Équipe                 | Équipe                          | Pays                   | Temps                  |
| ---------------------- | ------------------------------- | ---------------------- | ---------------------- |
| 1re                    | Festina-Lotus                   | France                 | 18 min 57 s            |
| 2e                     | Gan                             | France                 | + 7 s                  |
| 3e                     | Cofidis-Le Crédit par Téléphone | France                 | + 16 s                 |
| 4e                     | US Postal Service               | États-Unis             | + 17 s                 |
| 5e                     | Deutsche Telekom                | Allemagne              | + 18 s                 |